# Élections municipales de 1878 à Paris
Les élections municipales de 1878 à Paris se déroulent le 6 et 13 janvier 1878.

## Mode de scrutin
Les conseillers de Paris sont élus pour une durée de trois ans, contrairement à ceux du reste de la France, élus pour une durée de quatre ans. L'élection se fait au scrutin uninominal majoritaire à deux tours dans le cadre du quartier. Chaque quartier administratif dispose ainsi d'un conseiller de Paris. Les maires et adjoints d’arrondissements sont nommés, conformément à la loi du 14 avril 1871 promulguée par le gouvernement d'Adolphe Thiers et qui prive Paris d'un maire. L’État administre directement la ville de Paris par le biais du préfet de la Seine et du préfet de Police.

## Contexte
Localement, les républicains ont remporté les élections municipales de 1874 et dominent le Conseil municipal sortant. Sur le plan national, les élections législatives de 1877 sont également marquées par la victoire écrasante des candidats républicains à Paris, qui remportent l'ensemble des arrondissements, à l'exception du 8e arrondissement où l'orléaniste Philippe Touchard est élu. La campagne municipale s'inscrit ainsi dans un contexte d'affrontement entre les républicains et les monarchistes.
Toutefois, au sein des républicains, plusieurs sensibilités demeurent, dont les républicains modérés, indépendants ou progressistes qui se positionnent à gauche et les républicains radicaux qui se situent à l’extrême gauche. La tendance qui domine l'assemblée depuis 1874 sont les radicaux, dont Georges Clemenceau, président du conseil municipal entre novembre 1875 et avril 1876. Si les républicains modérés ont tenté de se regrouper séparément des radicaux, leur groupe présidé par Alfred Mallet ne fonctionne pas de manière permanente et ils demeurent hétérogènes.

## Résultats
Les républicains confirment leur ancrage au sein de la capitale et gagnent des sièges, avec 76 des 80 sièges au Conseil municipal de Paris toutes tendances républicaines confondues, alors que les conservateurs et monarchistes subissent une lourde défaite et conservent seulement 4 sièges, leur pire score depuis 1871. Le résultat confirme les précédentes victoires républicaines et consacre leur hégémonie à Paris. Ce sont avant tout les républicains modérés qui profitent de l'échec des conservateurs avec 10 sièges supplémentaires, ce qui leur permet de peser face aux radicaux dont le nombre d'élus demeure stable, avec un siège en moins.

## Sources
- Nobuhito Nagaï, « Chapitre III. Évolution politique du conseil municipal de Paris de 1871 à 1914 », dans Les conseillers municipaux de Paris sous la Troisième République (1871-1914), Éditions de la Sorbonne, coll. « Histoire de la France aux XIXe et XXe siècles », 21 mars 2017 (ISBN 978-2-85944-855-4, lire en ligne), p. 47–74
- Résultats du premier tour, publiés dans Le Petit Journal du 8 janvier 1878
- Résultats du premier tour, publiés dans Le Rappel du 8 janvier 1878